# Grycksbo IF
Grycksbo IF ist ein schwedischer Sportverein aus Grycksbo.

## Geschichte
Der Verein wurde 1908 als Breitensportverein mit dem Schwerpunkt auf Skisport und Bandy gegründet. Heute gehört aber auch eine Abteilung für Orientierungslauf sowie eine für Fußball dazu.

## Bandy

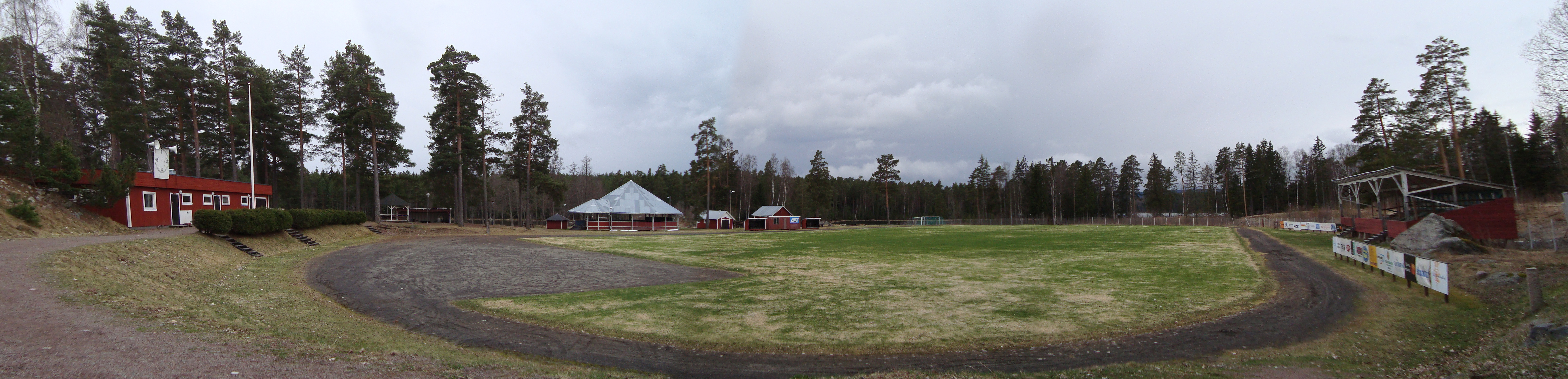
Tansvallen 2010

Die Bandyabteilung entstand bereits mit der Vereinsgründung 1908. Die Bandyabteilung tritt unter dem Namen Grycksbo IF BK Bandy auf und trägt ihre Spiele auf dem Tansvallen aus. In der Saison 1963/64 spielte Grycksbo in der höchsten schwedischen Bandy-Liga. Aktuell spielt der Verein jedoch nur in der 2. Liga.

### Bekannte Spieler
- Björn Engholm
- Anders Plahn
- Gerhard Engholm
- Nils Persson
- Hans Stenberg
- Åke Bergström
- Bengt Rogström

## Skisport
Der Skisport nahm bereits zu Anfangszeiten einen hohen Stellenwert im Verein ein. Durch die Nähe zum Skisprungzentrum in Falun waren vor allem die nordischen Skisportarten wie Skispringen, Skilanglauf und Nordische Kombination im Verein vertreten. Zwischen 1932 und 1941 wurde der Verein Schwedischer Mannschaftsmeister in der Nordischen Kombination.

### Bekannte Sportler
- Daniel Tynell, Skilangläufer